# Stagnone di Trapani
Stagnone di Trapani ([stanjòne di tràpani]) ali Stagnone di Marsala [stanjòne di marsàla], je laguna v Sredozemskem morju na zahodni obali Sicilije, jugozahodno od mesta Trapani. Upravno spada pod italijansko deželo Sicilija (pokrajina Marsala). Zavzema 20,12 km².
Laguna je verjetno nastala v prvih stoletjih našega štetja, saj je za časa Feničanske oblasti še ni bilo. Po poročilih Tukidida so Feničani zasedli otoke, ki jo omejujejo, že v sedmem stoletju pr. n. št. zaradi njihove lege, ki je dovoljevala trgovanje s Sicilijo, pa tudi zaradi ogromnih naravnih solin ob njih. Otok Isola Grande (= veliki otok), ki je danes največji v laguni, je bil tedaj skupina dveh ali treh otočkov, ki jih je postopoma združilo prav solinarstvo in delovanje vodnih tokov, ki so donašali pesek. Ko so se solinarski otočki združili v velik podolgovat otok, so s tem preprečili morskim tokovom pot do obale in s časom je nastala laguna (stagnone pomeni veliki kal). Danes niha globina njenih voda med 0,4 do 2 metra in temperatura vode je občutno višja od temperatur na zahodni obali otoka, ki jo obliva odprto morje. 
Soline so bile vir bogastva skozi vso zgodovino otočja prav do preteklega stoletja. Še danes stoji več vetrnih mlinov, ki so črpali vodo in drobili sol pred prodajo. Otočje je zaščiteno predvsem zaradi obilice kserofilnih rastlin, ki so se prilagodile solnatemu ozemlju. Velike važnosti so tudi arheološka najdišča na otoku Mozia, ki se danes imenuje San Pantaleo.
V drugi svetovni vojni je bila v laguni ustvarjena hidrobaza, čigar ostanki so še danes vidni. Poslopja so bila namreč zgrajena iz armiranega betona, kar je bilo tedaj prava novost, in se s časom niso porušila. Prava zanimivost je stražarnica, ki je tedaj stala v plitvi vodi, danes je pa že napol potopljena. Hidrobaza sicer ne služi več prvotnemu namenu, a je še vedno državna last. Glavni hangar je še toliko uporaben, da se namerava vanj preseliti Visoka tehnična šola iz Marsale.
Otočje sestoji iz sledečih otokov:
| Otok                 | Površina km² |
| -------------------- | ------------ |
| Isola Grande         | 5,7          |
| San Pantaleo (Mozia) | 0,45         |
| Santa Maria          | 0,18         |
| Schola               | 0,0033       |